# Molló de la Llacuna
El Molló de la Llacuna és una obra relacionada amb el sistema hídric d'Ulldecona (Montsià) protegida com a bé cultural d'interès local.

## Descripció
El Molló de la Llacuna està situat al mig de l'anomenada Foia d'Ulldecona i es troba dintre d'una finca rústica del terme municipal d'Ulldecona, al polígon 55, parcel·la 215. Està situat a 2,5 kilòmetres de la població d'Ulldecona, uns 50 metres al nord-est de la carretera T-331.
Consta d'un cos cilíndric de 210 cm d'altura amb 410 cm de perímetre a la base que s'estreteix lleugerament fins als 340 cm a 140 cm d'altura. La part cònica superior de 70 cm acaba amb un coronament en punta. El material emprat per a la seva construcció es morter de calç amb pedra de marge irregular de diferents mides. L'arrebossat exterior està fet de morter blanc de calç. El pas del temps i els treballs continuats amb maquinària agrícola han malmès part del seu cos cilíndric fins al punt que suposa un greu perill d'ensorrament.

## Història
Tot i que l'aprofitament i gestió de les aigües de la Foia va tindre una important rellevància sota dominació àrab, el primer document on apareix l'ús de l'aigua del Sénia es de l'any 1273. El document correspon a la segona carta de poblament d'Ulldecona i consta la concessió deis molins de Na Forcadella i Vidal Pujades, "Os concedemos además, el agua del rio de Ulldecona, desde el dicho lugar que ahora ha de poblarse, hasta el lugar que se llama Cenia, donde más gustareis recibirla o tomarla, sin daño, esto no obstante, de nuestros molinos. En los cuales no incluimos los molinos de Na Forcadella ni d'En (Vidal Pugades." (BAYERRI 1951:16) Possiblement un d'aquests molins era l'actual molí de l'Olivar i l'altre el de les Canals. Es tractaria del primer document que oficialitza la captació d'aigua que ja s'exercia des de temps de dominació àrab.
Mes endavant, i degut ais conflictes en la gestió de l'aigua, trobem el que pareix ser la primera regulació que descrivia per primera vegada la gestió hídrica d'un riu als Països Catalans. Es tracta de la Sentencia Arbitral del Bisbe Berenguer de Prats del 1332 que apareix al Llibre de Privilegis de la Vila d'Ulldecona i que va ser la base legal per a l'aprofitament de l'aigua del riu tal com queda registrat ais capítols 1 i 2 de les Ordenances de la Comunitat de Regants d'Ulldecona, de! 1886 fins a la construcció de l'embassament d'Ulldecona.
Aquesta descriu per primera vegada un sistema hídric. Una xarxa d'aprofitament de l'aigua per part dels poders en litigi: el monestir de Benifassà a la capçalera, el de Montesa a la riba dreta, el de l'Hospital a la riba esquerra i els diversos nuclis de població que ni feien ús. Tots els serveis -domèstic, agrícola i ramader i industrial: bataners, fariners...- estaven plenament regulats i establerts per a l'aprofitament òptim de l'aigua del riu. Això fa pensar que es tracta d'un document únic, ja que preveia els problemes de falta d'aigua uns 700 anys abans de la problemàtiques sequeres actuals. Pel que fa a la séquia Mare d'Ulldecona, es va establir que captes l'aigua a partir del molí Castell -al barri Castell- En aquest lloc hi ha una peixera o presa per desviar l'aigua cap a les primeres comportes de la séquia mare: "La Orden del Hospital y sus vasallos puedan recibir, si lo quisieren, en el cárcavo predicho molino del señor Castell, o desde aquí para abajo, toda el agua del esmentado río y conducirla y sacarla hasta el término de Ulldecona, según lo necesiten los molinos harineros tan solamente, y de regar y abrebarse ganados propios y apacentarlos, y que puedan tener derecho de aprovechar terrenos yermos por todo su término, y para qualquier otro uso, sin perjuicio de los molinos edificados en el término de UHdecona, desde el dicho cárcavo del señor Castell. En el caso de necesidad puédese llenar la balsa enfrente de les Ventalles", (BAYERRI 1951:16). I afegeix: […] en la qual manda que los hombres de Ulldecona hiziesen a sus costas una asequia grande y capaz para todo el riego de la huerta, é de la Foya y que se hiziese en el lugar donde empieza la azequia de la Llecuna un mojón de argamassa y que se regase de sierra a sierra, y de dicho mojón adelante no pudiesen en tiempo de adversidad de agua pasarla a delante para regar ni para otro uso, salvo si, para llenar la balsa de les Ventalles; […] en que en dicho lugar sea hecho por los citados hombres de Ulldecona […] (BAYERRI 1951:16). En aquest paràgraf ja se cita el que ara anomenem Molló de la Llacuna" com a punt de referencia a l'hora d'establir els límits de regadiu de la Foia i les excepcions a partir d'aquell punt per a poder fer arribar l'aigua fins a la bassa de Les Ventalles.